# 多家良郵便局
多家良郵便局（たからゆうびんきょく）は、徳島県徳島市にある郵便局。民営化前の分類では集配特定郵便局であった。

## 概要
住所：〒771-4299 徳島県徳島市多家良町小路地65-4

## 沿革
- 1927年（昭和2年）5月1日 - 開設。
- 1951年（昭和26年）4月1日 - 市町村合併に伴い、徳島市内の郵便局となる。
- 1998年（平成10年）12月7日 - 多家良町小路地112-1から現在地に局舎移転。
- 2007年（平成19年）10月1日 - 民営化に伴い、併設された郵便事業徳島支店多家良集配センターに一部業務を移管。
- 2012年（平成24年）
  - 2月1日 - 徳島飯谷簡易郵便局（62712）の一時閉鎖に伴い、取扱事務を承継。
  - 10月1日 - 日本郵便株式会社発足に伴い、郵便事業徳島支店多家良集配センターを多家良郵便局に統合。
- 2015年（平成27年）2月23日 - 佐那河内郵便局から「771-41xx」（名東郡佐那河内町）の集配業務を移管。

## 取扱内容
- 郵便、印紙、ゆうパック、内容証明
- 貯金、為替、振替、振込、国債
- 生命保険、バイク自賠責保険
- 郵便局のみまもりサービス
- ゆうちょ銀行ATM
- 「771-42xx」（徳島市（丈六町、多家良町、飯谷町、八多町、渋野町））、「771-41xx」（佐那河内村）の集配業務

## 風景印
- 図柄は八多五滝と如意輪寺とイチゴ。局名表記は「徳島・多家良」
- 使用開始日は1984年（昭和59年）10月1日

## 周辺
- 徳島市役所多家良支所
- 徳島市多家良コミュニティセンター
- 徳島市多家良保育所
- 徳島市宮井小学校
- 徳島市農協多家良支所
- 大匠寺
- 八多川

## アクセス
- JR高徳線牟岐線 徳島駅下車。バス分。
- 徳島バス 多家良停留所下車。徒歩分。
- 徳島県道33号小松島佐那河内線
- 駐車場:4台